# Kimball, Minnesota
Kimball är en ort i Stearns County i Minnesota. Vid 2020 års folkräkning hade Kimball 799 invånare.